# Belmond Nsumbu Dituabanza
Belmond Nsumbu Dituabanza (* 31. Januar 1982 in Kinshasa, Demokratische Republik Kongo) ist ein ehemaliger kongolesischer Fußballspieler. Der 1,89 m große Spieler agierte vorwiegend im defensiven Mittelfeld.

## Vereinskarriere
Belmond Nsumbu Dituabanza begann seine Karriere im Jahr 2000 in der zweiten Liga seines Heimatlandes beim SC Cilu Lukala. 2001 wechselte er zum AS Vita Club, mit dem er 2003 die kongolesische Meisterschaft gewann. In den Jahren 2004 sowie kurzzeitig 2006 spielte er für den FC Saint-Éloi Lupopo, kehrte jedoch jeweils zu Vita Club zurück, wo er bis 2008 aktiv war. Weitere Titel konnte er während seiner Zeit in der Demokratischen Republik Kongo nicht gewinnen.
Im Januar 2010 zog es ihn nach Deutschland, wo er sich dem FC Sturm Hauzenberg in der Bezirksliga anschloss. Mit dem Verein stieg er in der Saison 2014/15 in die sechstklassige Landesliga Bayern-Mitte auf. Nsumbu kam jedoch nur sporadisch in der ersten Mannschaft zum Einsatz und spielte häufig in der Reserve. Am 18. Juli 2016 bestritt er sein letztes Pflichtspiel für die erste Mannschaft bei einer 2:3-Niederlage gegen die DJK Gebenbach. Eine Woche zuvor, am 25. Juli 2016, erzielte er seinen letzten Treffer beim 2:2 gegen den ASV Cham, wurde jedoch in der 89. Minute mit einer roten Karte vom Platz gestellt.
Von 2016 bis zu seinem Karriereende 2023 war Nsumbu ausschließlich für die zweite Mannschaft des FC Sturm Hauzenberg aktiv. In der Saison 2019/21 wechselte er zum TSV-DJK Oberdiendorf, der in der Kreisklasse Passau spielte. Dort absolvierte er fünf Spiele und erzielte ein Tor.
Insgesamt bestritt Nsumbu in seiner Karriere im deutschen Amateurfußball 207 Spiele, erzielte 41 Tore, bereitete 45 Treffer vor und kassierte zwei rote Karten sowie eine gelb-rote Karte.

## Internationale Karriere
Belmond Nsumbu Dituabanza war Teil des Kaders der Nationalmannschaft der Demokratischen Republik Kongo beim Afrika-Cup 2006, bei dem das Team das Viertelfinale erreichte und gegen den späteren Turniersieger Ägypten ausschied. Während des Turniers kam Nsumbu jedoch nicht zum Einsatz.
Sein erstes Länderspiel absolvierte er am 6. Juni 2004 in der WM-Qualifikation 2006 bei einer 0:1-Niederlage gegen Uganda. Sein letztes Spiel für die Nationalmannschaft bestritt er im Mai 2008 in einem Freundschaftsspiel gegen Mexiko. Insgesamt lief Nsumbu 20 Mal für die DR Kongo auf.

## Titel und Erfolge
- Kongolesischer Fußballmeister: 2003 (1)
- Aufstieg in die Landesliga Bayern-Mitte: 2014/15